# Henry
Henry (označení H) je v elektrotechnice název odvozené jednotky SI definující vlastní indukčnost. Jednotkou je henry podle fyzika Josepha Henryho, který objevil elektromagnetickou indukci nezávisle na Faradayovi.

## Definice
Cívka má vlastní indukčnost 1 henry, indukuje-li v obvodu změna proudu o 1 ampéru za sekundu napětí 1 volt (přesněji: změnu elektromotorického napětí o 1 V).
Henry je odvozená jednotka SI založená na čtyřech ze sedmi základních jednotkách mezinárodní soustavy SI: kilogram (kg), metr (m), sekunda (s) a ampér (A).
Henry může být různými jednotkami soustavy SI vyjádřen takto:
{\displaystyle {\text{H}}={\dfrac {{\text{kg}}{\cdot }{\text{m}}^{2}}{{\text{s}}^{2}{\cdot }{\text{A}}^{2}}}={\dfrac {{\text{kg}}{\cdot }{\text{m}}^{2}}{{\text{C}}^{2}}}={\dfrac {\text{J}}{{\text{A}}^{2}}}={\dfrac {{\text{T}}{\cdot }{\text{m}}^{2}}{\text{A}}}={\dfrac {\text{Wb}}{\text{A}}}={\dfrac {{\text{V}}{\cdot }{\text{s}}}{\text{A}}}={\dfrac {{\text{s}}^{2}}{\text{F}}}={\dfrac {\Omega }{\text{Hz}}}=\Omega {\cdot }{\text{s}}}
Ve výše uvedených rovnostech se vyskytují následující odvozené jednotky: coulomb (C), farad (F), joule (J), weber (Wb), tesla (T), volt (V), hertz (Hz) a ohm (Ω).